# 大塚智之
大塚 智之（おおつか ともゆき、1980年2月15日 - ）は、日本の元プロサッカー選手。

## 来歴
静岡県出身で、小学校時代は埼玉県の尾山台イレブンスポーツ少年団に所属。その後日本大学豊山高等学校から日本大学に進学し、JAPANサッカーカレッジを経て東京ベイFCに所属した。その後はドイツ4部リーグのTSGヴァッテンバッハ、FSVドゥルンベルクでの活躍を経て、2008年からJFL所属のFC琉球に移籍。2008年12月15日、FC琉球との契約を満了した。
2009年よりグランセナ新潟FCのスタッフを務める。
2011年よりASジャミネイロでプレー。

## 人物
- ドイツでプレーしていた事もあり、ドイツ語が話せる。
- 尊敬する人は両親
- お気に入りの店はニトリ

## 所属クラブ
- 2003年 - 2005年 JAPANサッカーカレッジ
- 2005年 東京ベイフットボールクラブ
- 2005年 - 2006年  TSGヴァッテンバッハ
- 2006年 - 2008年  FSVドゥルンベルク
- 2008年 - 2009年 FC琉球
- 2011年 ASジャミネイロ

## 指導歴
- 2008年 FC琉球スクールコーチ
- 2009年 - 2011年 グランセナ新潟FC ジュニアユースコーチ
- 2012年 - 福島ユナイテッドFCU-15コーチ
- 2015年 - 2018年 FC琉球トップチームコーチ

2022-モノリスFC監督